# Wild Tales
| Recensione              | Giudizio    |
| ----------------------- | ----------- |
| AllMusic                | [ 1 ]       |
| Robert Christgau        | C-          |
| Sputnikmusic            | 3.3 (Great) |
| Ondarock                | [ 4 ]       |
| Dizionario del Pop-Rock | [ 5 ]       |

Wild Tales è un album di Graham Nash uscito per la Atlantic Records/Wea nel dicembre del 1973.

## Tracce
Lato A
Testi e musiche di Graham Nash.
1. Wild Tales – 2:18
2. Hey You (Looking at the Moon) – 2:14
3. Prison Song – 3:10
4. You'll Never Be the Same – 2:48
5. And so It Goes – 4:48

Lato B
Testi e musiche di Graham Nash.
1. Grave Concern – 2:45
2. Oh! Camil (The Winter Soldier) – 2:51
3. I Miss You – 3:04
4. On the Line – 2:35
5. Another Sleep Song – 4:43

## Musicisti
Wild Tales
- Graham Nash - voce, chitarra elettrica
- David Lindley - chitarra elettrica slide
- Tim Drummond - basso
- Johnny Barbata - batteria

Hey You (Looking at the Moon)
- Graham Nash - voce, chitarra ritmica elettrica
- Joel Bernstein - chitarra acustica
- Ben Keith - chitarra pedal steel
- Tim Drummond - basso
- Johnny Barbata - batteria

Prison Song
- Graham Nash - voce, pianoforte elettrico, armonica
- David Crosby - voce
- David Lindley - mandolini
- Tim Drummond - basso
- Johnny Barbata - batteria

You'll Never Be the Same
- Graham Nash - voce, chitarra acustica
- Ben Keith - chitarra pedal steel
- Tim Drummond - basso
- Johnny Barbata - batteria

And so It Goes
- Graham Nash - voce
- David Crosby - voce
- Joe Yankee - pianoforte acustico
- Harry Halex - pianoforte elettrico
- Ben Keith - chitarra pedal steel
- Tim Drummond - basso
- Johnny Barbata - batteria

Grave Concern
- Graham Nash - voce, chitarra ritmica elettrica
- David Lindley - chitarra slide elettrica
- Tim Drummond - basso
- Johnny Barbata - batteria
- Stanley Johnston - montaggio voce

Oh! Camil (The Winter Soldier)
- Graham nash - voce, chitarra acustica, armonica
- David Mason - chitarra a 12 corde
- Tim Drummond - basso

I Miss You
- Graham Nash - voce, pianoforte
- Tim Drummond - basso

On the Line
- Graham Nash - voce, pianoforte, armonica
- David Crosby - voce
- Harry Halex - chitarra acustica
- Ben Keith - chitarra pedal steel
- Tim Drummond - basso
- Johnny Barbata - batteria

Another Sleep Song
- Graham Nash - voce, pianoforte elettrico
- Joel Bernstein - chitarra acustica
- Ben Keith - dobro
- Tim Drummond - basso
- Johnny Barbata - batteria
- Joni Mitchell - voce aggiunta

Note aggiuntive
- Graham Nash - produttore
- Registrazioni effettuate al Rudy Records di San Francisco, California
- Don Gooch - ingegnere delle registrazioni
- Stanley Johnston - assistente ingegnere delle registrazioni
- Mixato al Armon Steiner's Sound Labs di Los Angeles, California
- Gary Burden - grafica album (per R. Twerk)
- Joel Bernstein - fotografia copertina frontale album
- Joni Mitchell - fotografia retrocopertina album
- Sinceri ringraziamenti a: Leo Mackota, Mac Holbert, Leslie Morris, Don Gooch, David Geffen e Elliot Roberts[7]

## Classifica
Album
| Anno | Classifica    | Posizione raggiunta |
| ---- | ------------- | ------------------- |
| 1974 | Billboard 200 | 34                  |